# Thúkydidés
Thúkydidés, řecky Θουκυδίδης, (460–455 př. n. l. – asi 399 př. n. l.) byl řecký historik, politik, autor klasického díla Dějiny peloponéské války. Je považován za zakladatele historické monografie omezené časově na historii soudobou.
Je také považován za otce politické školy realismu, která vysvětluje vztahy mezi státy spíše na základě moci než práva [zdroj?]. Jeho text bývá studován na vojenských školách, a tzv. Mélský dialog (Dějiny peloponéské války V, 84–114) je jedním ze studovaných textů na studiích mezinárodních vztahů.

## Život
O jeho životě víme málo, vlastně jen odhadujeme z poznámek v jeho díle. Narodil se asi v letech 460 – 455 př. n. l., jeho otec se jmenoval Oloros. Toto jméno ukazuje na styky s Thrákií, snad dokonce pocházel z rodu thráckého krále Olora (jehož dcera se stala manželkou Miltiada, vítěze od Marathónu).
Dospíval v období vrcholného rozmachu athénské kultury a spekuluje se o jeho vzdělání u Anaxagora, v jeho práci jsou nalézány stopy myšlení a slohu sofistů Prótagora, Gorgia a Prodika. Každopádně byl silně ovlivněn athénským prostředím, kde se v té době na přední místo v diskuzích dostávaly problémy člověka a jeho postavení v přírodě a společnosti, otázky morálky, práva a moci, zákonů a uspořádání společnosti, otázky výchovy občana a státníka.
Je považován za prvního autora pragmatického dějepisectví. Podle jeho teorie má historie přispívat k výchově dobrého státníka, důsledně odmítá jakékoli zásahy bohů ve výkladu a snaží se o objektivitu.
Chválí zřízení Athén, ale dokáže ocenit i postoj protivníků.
V metodologii předčil i Hérodota z Halikarnasu. Jako jeden z prvních historiků shromažďuje také prameny hmotné povahy z hrobů a archeologických nálezů.
K prezentaci názorů různých stran konfliktu, typicky městských států, jako je Korint, Kerkyra, Athény, Sparta, používá rozsáhlé přímé řeči jejich vyslanců a představitelů, kterou rekonstruuje podle svých zjištění a představ, co a jak by mohli říkat v dané situaci. Nejslavnější přímou řečí v Thúkydidových Dějinách je Perikleova Řeč nad padlými z konce prvního roku války, která je považována za oslavu Athén jako takových.
Thúkydidés byl mužem bohatým a vlivným, vlastnil doly na zlato na thráckém pobřeží. Roku 424 př. n. l. se stal jedním z deseti stratégů – z toho vyvozujeme, že mu muselo být nejméně 30 let. Podle této zprávy se odhaduje datum jeho narození. V zimě 424/423 spartský vojevůdce Brásidás napadl město Amfipolis, jejíž velitel Euklés poslal k Thúkydidovi pro pomoc. Thúkydidés dorazil pozdě, město již se vzdalo, a proto byl poslán do vyhnanství, kde strávil 28 let. Paradoxně mu to umožnilo pozorovat události z perspektivy obou táborů a relativně volně se mezi nimi i pohybovat, což mu pomohlo při vytvoření jeho jediného známého díla Dějiny peloponéské války (v originále Ho polemos tón Peloponnésión kai Athénaión, doslovný překlad Válka Peloponéských s Athéňany), do roku 411 př. n. l. Roku 404 př. n. l. mu bylo po porážce Athén povoleno vrátit se domů.
Thúkydidés zemřel neznámo kdy a kde, víme jen, že jeho dílo neznalo události mladší než z roku 399 př. n. l..

## Význam
Thúkydidovo dílo významně ovlivnilo formu historických prací nejen antických, ale také moderních historiků. Poprvé si ve svém díle historik vybral jako svůj námět současnou událost. Na rozdíl od předešlých autorů (Thúkydidés se často udává jako protiklad Hérodotův) se snažil najít příčiny těchto konfliktů a to i v úrovni hospodářského vývoje. Pohnutky aktérů vyvozoval z jejich psychologie a upustil od konceptu božích zásahů a vlivu na vývoj lidských dějin.

## Vliv
Stal se vzorem pro další historiky, především však v době renesance.
Tematicky na Thúkydidovo dílo navázal Xenofón v Řeckých dějinách. Otevřeně se k Thúkydidovi hlásila řada významných římských historiků a ve svých dílech se ho snažili napodobit např. Sallustius, Asinius Pollio, Tacitus nebo Ammianus Marcellinus.
Během staršího období středověku byl zapomenut, až v roce 1452 jej přeložil z řečtiny do latiny Lorenzo Valla, ve svých pracích se mu věnují např. Melanchthon nebo Machiavelli.